# Todo es silencio
Todo es silencio s una pel·lícula dramàtica espanyola estrenada el 2012 i dirigida per José Luis Cuerda. Basada en la novel·la Todo é silencio de l'escriptor gallec Manuel Rivas.
La seva estrena es va produir en la inauguració de la 57a edició de la Setmana Internacional de Cinema de Valladolid.
Va ser nominada en la categoria de millor guió adaptat en XXVII edició dels Premis Goya.

## Sinopsi
La trama té lloc a una ciutat costanera gallega el 1969. Fins, Brinco i Leda són tres nois de la ciutat de Noitía. Mariscal és un contrabandista que va començar a traficar amb productes procedents a terra des de vaixells enfonsats. Va passar al tabac ros, i després de contactar amb clans colombians, al tràfic de drogues. La vida al poble està marcada per l'economia submergida i Mariscal ha estat teixint una xarxa de control social, econòmic i institucional.
Fins, que pateix epilèpsia, va quedar orfe quan el seu pare va morir pescant amb dinamita i va anar a estudiar a Cadis, convertint-se en policia. Brinco i Leda es casen i tenen un fill i s'uneixen al clan del Mariscal. El 1989, després d'anys sense donar notícies, Fins torna al poble, i Brinco, que pilota un planador, li ofereix diners a canvi de la seva col·laboració.
Es descobreixen agents corruptes i diversos narcos traïdors. Un amic de Brinco, un home del clan del Mariscal que és addicte a l'heroïna, se suïcida després de no poder pagar un deute als colombians encarregats de subministrar la droga.
Leda està gelosa perquè Brinco va amb una altra dona i cita Fins a la vella escola. Allà apareix Brinco, i comença un tiroteig en què aquest acaba mort a mans de Fins.

## Repartiment
- Quim Gutiérrez - Fins.
- Celia Freijeiro - Leda.
- Miguel Ángel Silvestre - Brinco.
- Juan Diego - Mariscal.
- Luis Zahera - Malpica.
- Chete Lera - Rumbo.
- Xoque Carbajal - Chelín.
- Gabriel Delgado - Santi.
- Yago Mira - Chelín adolescent.
- Axel Fernández - Fins adolescent.
- Carolina Cao - Leda adolescent.
- Sergio González - Brinco adolescent.

## Rodatge
Els paisatges de les ries altes gallegues són els principals escenaris de la pel·lícula. Els exteriors es van rodar a Muros, i es poden apreciar espais de gran bellesa com el far del Monte Louro o la costa de la parròquia de Tal.
Els interiors es van rodar als estudis Ciutat de la Llum.